# Hermann Ziegenspeck
Hermann Ziegenspeck (né le 28 août 1891 à Ingolstadt et mort le 20 juin 1959 à Augsbourg) est un pharmacien et botaniste allemand. Son abréviation officielle d'auteur botanique est "Ziegensp."

## Biographie
Après avoir quitté le lycée Sainte-Anne d'Augsbourg (de) après la septième année, donc sans le baccalauréat, Hermann Ziegenspeck effectue d'abord un apprentissage d'aide-pharmacien à Augsbourg. Il étudie ensuite les sciences naturelles à l'Université d'Iéna. En 1913, il devient membre du Corps Frisia Jena,. Pendant la Première Guerre mondiale, au cours de laquelle il sert comme médecin militaire, il réussit l'examen d'État en pharmacologie et a reçu son doctorat. Après la fin de la guerre, il reprend d'abord la direction de la pharmacie de ses parents à Augsbourg, puis étudie la chimie alimentaire à l'Université de Tübingen et, après l'examen d'État, est allé comme assistant à l'Institut botanique de l'Université de Königsberg, où il obtient son habilitation en 1924 et, après avoir passé son Abitur, il obtient le Venia Legendi. Jusqu'en 1932, il enseigne l'anatomie systématique et physiologique en tant que professeur d'université. De 1926 à 1932, il est co-rédacteur en chef de la revue Botanisches Archiv. En 1932, il retourne à Augsbourg, où il est depuis propriétaire de la pharmacie Marie et enseigne la botanique en tant que chargé de cours au centre d'éducation des adultes.
Ziegenspeck acquiert des mérites particuliers dans la recherche de la flore dans la région d'Augsbourg, en particulier dans la région du Siebentischwald (de). Il est l'auteur de nombreuses contributions à des collections scientifiques et est membre de la Société botanique de Ratisbonne. Il écrit de nombreuses biographies de botanistes pour la Neue Deutsche Biographie.

## Récompenses
- Membre honoraire de l'Association des sciences naturelles de Souabe
- Le sentier Dr.-Ziegenspeck du jardin botanique d'Augsbourg (de) porte son nom

## Travaux
- Königsberger serodiagnostischer Stammbaum des Pflanzenreiches, 2. Auflage 1929
- Lebensgeschichte der mitteleuropäischen Orchideen, 1936
- Die Verbreitungsbiologie der Samen mitteleuropäischer Orchideen, 1956
- Die Farbanlockung der Drosera Arten und von Droso phyllum, 1956
- Die lipoide Oberfläche der Samen der Juncus Arten und die lipoide Oberfläche der Vogelfedern, 1957
- Blumen, wie sie die Insekten sehen, 1957
- Wie sehen die Insekten die Blütenfarbe?, 1959

## Remarques
1. ↑  Durch Fusion wurde er 1927 Alter Herr des Corps Rheno-Guestphalia Leipzig, das 1951 im Corps Markomannia Bonn aufging.